# Saposhnikovia divaricata
Saposhnikovia es un género monotípico de planta herbácea perteneciente a la familia Apiaceae. Su única especie es: Saposhnikovia divaricata.

## Descripción
Es una planta que alcanza un tamaño de 30-80 cm de altura. Rizoma de 2 cm de grosor. Basal con pecíolos aplanados, y vainas ovadas, láminas de las hojas oblongo-ovadas a amplia-ovadas, de 14-35 × 6-8 (-18) cm, 2-pinnadas, de 3-4 pares de pinnas, peciolulados; últimos segmentos linear- lanceoladas u obovadas cuneiformes-, 3-lobuladas en el ápice, 2-5 x 0,5-2,5 cm. Hojas reducidas hacia arriba. Umbelas de 6 cm de diámetro, con pedúnculos de 2-5 cm; rayos 5-7, 3-5 cm; bractéolas 4-6, ca. 3 mm, acuminadas. Pétalos de 1,5 mm. Fruto 4-5 × 2-3 mm, tuberculada cuando son jóvenes, convirtiéndose suave cuando está maduro. Fl. Agosto-septiembre, fr. Septiembre-octubre. Tiene un número de cromosomas de n = 8 *.

## Distribución y hábitat
Se encuentra en laderas, prados, laderas pedregosas, a una altitud de 400-800 metros en Gansu, Hebei, Heilongjiang, Jilin, Liaoning, Mongolia Interior, Ningxia, Shaanxi, Shandong, Shanxi, Corea, Mongolia, Rusia (Siberia).

## Propiedades
La raíz se utiliza como remedio importante en la medicina tradicional china donde es conocida como "fang feng".

## Taxonomía
Saposhnikovia divaricata fue descrita por (Turcz.) Schischk. y publicado en Flora URSS 17: 54. 1951.
Sinonimia
- Johrenia seseloides (Hoffm.) Koso-Pol.
- Laser divaricatum (Turcz.) Thell.
- Ledebouriella divaricata (Turcz.) Hiroë
- Ledebouriella seseloides (Hoffm.) H. Wolff
- Rumia seseloides Hoffm.
- Siler divaricatum (Turcz.) Benth. & Hook. f.
- Stenocoelium divaricatum Turcz.
- Trinia dahurica Turcz. ex Besser
- Trinia seseloides (Hoffm.) Ledeb.[3]